# Jurij Šargin
Jurij Georgijevič Šargin (rusky Юрий Георгиевич Шаргин, * 20. března 1960 Engels, RSFSR, SSSR) byl původně vojenský inženýr sloužící ve skupině představitelů kosmických sil armády Ruské federace ve společnosti RKK Eněrgija. Od května 1996 se stal ruským kosmonautem, prvním z kosmických sil. Roku 2004 absolvoval desetidenní kosmický let na Mezinárodní vesmírnou stanici (ISS). Roku 2008 byl jmenován zástupcem velitele Střediska zkoušek a řízení kosmických prostředků, proto ztratil status kosmonauta.

## Život

### Mládí
Jurij Šargin je ruské národnosti, narodil se v dělnické rodině žijící v Engelsu v centrální části Ruska. Po ukončení střední školy studoval na Vojensko-inženýrském institutu A. F. Možajského (dnes Vojensko-kosmická akademie A. F. Možajského, Военно-космическая академия имени А. Ф. Можайского), absolvovoval jej roku 1982 ve specializaci kosmické stroje. Po studiu sloužil v útvarech Hlavní správy kosmických prostředků (GUKOS) ministerstva obrany (od 1992 Vojenských kosmických sil, VKS). Do roku 1987 na kosmodromu Bajkonur, poté ve skupině vojenských představitelů v NPO Eněrgija, přičemž od roku 1994 byl vedoucím skupiny.

### Kosmonaut
V polovině 90. let se přihlásil k výběru, prošel nezbytnými lékařskými prohlídkami a 2. února 1996 byl státní meziresortní komisí doporučen ke kosmonautickému výcviku. V květnu téhož roku byl jmenován kandidátem na kosmonauta (кандидат в космонавты-испытатели) Vojenských kosmických sil. Absolvoval dvouletou všeobecnou kosmickou přípravu a 20. března 1998 mu byla přiznána kvalifikace „zkušební kosmonaut“.
V únoru 1998 byl zařazen do záložní posádky 26. expedice na Mir, ale už v květnu byl z posádky vyřazen pro nemoc. Dne 2. září 1998 byl převeden z Kosmických sil (tehdy začleněných do Raketových vojsk strategického určení) k letectvu a začleněn do oddílu CPK. Dne 28. prosince 2001 jej ministr obrany vrátil zpět ke Kosmickým silám, zůstal v oddílu CPK ve Hvězdném městečku.
V srpnu 2004 byl zařazen do posádky lodi Sojuz TMA-5 ve funkci palubního inženýra 2 jako jediný člen 7. návštěvní expedice na Mezinárodní vesmírnou stanici (ISS).
Sojuz TMA-5 s posádkou Saližan Šaripov, Leroy Chiao (členové Expedice 10 na ISS) a Šargin odstartoval z Bajkonuru 14. října 2004. Členové nové základní posádky převzali stanici od stávajícího osazenstva – Expedice 9, které s Šarginem 24. října odletělo v Sojuzu TMA-4 zpět na Zem.
V srpnu 2008 byl jmenován zástupcem velitele Střediska zkoušek a řízení kosmických prostředků pro vědeckovýzkumnou práci a proto se v říjnu 2008 vzdal statusu kosmonauta.
Šargin je rozvedený, má syna a dceru.

## Vyznamenání
- Hrdina Ruské federace (23. února 2005)[2]
- Letec-kosmonaut Ruské federace (23. února 2005)[2]